# Daniel de la Torre
Daniel de la Torre Alvaredo, conocido como Dani de la Torre (Monforte de Lemos, Lugo, 1975)  es un director, realizador, productor y guionista de cine y series español.

## Carrera
Hijo de un mecánico y una profesora particular, se aficionó al cine cuando vio E.T.   Empezó a hacer cortos con amigos y familia con una videocámara que le compró su madre.
Estudió Imagen y Sonido en Orense. En 1996 entró a trabajar en la televisión gallega, TVG, donde fue cámara, montador y director de promociones y programas de deporte y cultura. Lo compaginó con la filmación de cortometrajes, como Minas (2004), Lobos (2004) y Bos días (2006). En 2010 dirigió y coescribió Mar libre, miniserie de dos capítulos de TVG, protagonizada por Miguel de Lira, Luis Zahera y José Ángel Ejido.
En 2015 dirigió su primer largometraje, El  desconocido, con guion de Alberto Marini y protagonizado por Luis Tosar, Elvira Mínguez, Javier Gutiérrez y Goya Toledo, rodado en La Coruña. La película ganó dos premios Goya (mejor montaje y mejor sonido) y tuvo ocho nominaciones, incluida la de mejor dirección novel para de la Torre. Además, doce galardones en los Premios Mestre Mateo 2015, incluidos mejor película, mejor director y mejores actores y actrices principales y secundarios.
En 2018 dirigió el spot Álex y Julia, para Estrella Damm, con Michelle Jenner y Oriol Pla. Después, dirigió la película La sombra de la ley, con guion de Patxi Amezcua y protagonizada por Luis Tosar, Michelle Jenner, Vicente Romero y Manolo Solo entre otros. El film recibió tres Premios Goya 2019 (mejor fotografía, dirección artística y vestuario )  y diez Premios Mestre Mateo, entre ellos mejor película y mejor dirección.
Creó y dirigió, con Alberto Marini, las series de Movistar Plus+, La Unidad (2020-2023) sobre un equipo de la Policía Nacional que lucha contra el terrorismo yihadista y, cuya tercera temporada se denominó, La Unidad Kabul y Marbella (2023-2025) una ficción también inspirada en hechos reales, sobre el crimen organizado en la Costa del Sol.
Dirigió la ceremonia de entrega de los Premios Goya 2022.
Ha sido docente en la Escola de Medios de Comunicación del Grupo La Voz de Galicia.

## Filmografía

### Cine
- El desconocido (2015)
- La sombra de la ley (2018)
- Life is Life. La gran aventura (2020).
- Zeta (rodaje en 2024).[13]

### Televisión
- Mar Libre (2010). TVG. Dirección y guion.
- La Unidad (2020). Movistar+. Creada con Alberto Marini. Dirección y guion
- La Unidad de Kabul (2023). Movistar+. Creada con Alberto Marini. Dirección y guion
- Marbella (2023). Movistar+ [14] Creada con Alberto Marini. Dirección y guion[15]

### Cortometrajes
- Minas (2004). Dirección y guion
- Lobos (2004). Dirección y guion
- Buenos días (2006).
- Zeus y Apolo (2018) Dirección y guion
- Alex y Julia (2018). Dirección y guion

## Premios
- Premios Mestre Mateo 2015 mejor director, por El desconocido.[7]
- Premios Mestre Mateo 2015 mejor película, El desconocido.[7]
- Premio Ojo Crítico de Cine 2015, por El desconocido.[16]El jurado del galardón concedido por   Radio Nacional de España valoró  “su capacidad visual para narrar un conflicto social a través de la acción y la intriga”.
- Premios Mestre Mateo 2019 mejor dirección, por La sombra de la ley.[9]
- Premios Mestre Mateo 2019 mejor película, La sombra de la ley.[9]
- Premio Ourense OUFF 2020 del Festival de Cine Internacional de Orense, por "su labor profesional en el cine".[17]
- Premio Iris 2023 a la mejor dirección, por La Unidad. Kabul.[18]Galardones concedidos anualmente por la Academia de Televisión y de las Ciencias y Artes del Audiovisual de España.
- Premio Iris 2023 a la mejor ficción, por La Unidad Kabul.[18]